# Moisdon-la-Rivière
Moisdon-la-Rivière település Franciaországban, Loire-Atlantique megyében. Lakosainak száma 1964 fő (2022. január 1.). Moisdon-la-Rivière Erbray, Grand-Auverné, Issé, Louisfert, La Meilleraye-de-Bretagne és Petit-Auverné községekkel határos.

## Népesség
A település népességének változása:
| Lakosok száma | 1810 | 1807 | 1810 | 1785 | 1944 | 1955 | 1951 | 1968 | 1967 | 1964 |
|               | 1968 | 1982 | 1990 | 2006 | 2013 | 2015 | 2017 | 2019 | 2020 | 2022 |